# کمیته المپیک کامرون
کمیته المپیک کامرون (فرانسوی: Comité National Olympique et Sportif du Cameroun‎) یک سازمان ورزشی است که نماینده کشور کامرون در کمیته بین‌المللی المپیک می‌باشد.
این سازمان که در سال ۱۹۶۳ تأسیس شده مسئول آماده‌سازی و اعزام ورزشکاران به بازی‌های المپیک، بازی‌های المپیک جوانان و بازی‌های آفریقایی است.